# Revelation Online
Revelation Online è un videogioco di ruolo multiplayer online multiplayer free-to-play (in fase open beta) sviluppato da NetEase, con il titolo Revelation 天 谕S, Tiān YùP. È pubblicato da My.com in Europa e Nord America ed è in open beta. Il gioco combina PvP e PvE in un ambiente di gioco fantasy cinese, ispirato ai libri dello scrittore cinese Jiang Nan.Completato il 12 marzo 2024. Il suo sistema di combattimento in volo e le numerose possibilità di personalizzazione effettivamente nel gameplay sono rimpiante non avendo equivalenti e solo pseudo alter ego come Aion: The Tower of Eternity. C'erano stati 3 mesi di preavviso e di contenuti gratuiti prima della chiusura, superando il tempo necessario per completare completamente il gioco, questo lascia poche possibilità alla sua riemersione o alla tolleranza dei server privati.

## Sviluppo
Lo sviluppo di Revelation Online è gestito dalla società cinese NetEase e iniziato nel 2005. Il gioco ha raggiunto la fase open beta in Cina a giugno 2015.
Il 6 giugno 2016 My.com ha lanciato il sito Web ufficiale di Revelation Online, e ha annunciato che avrebbe pubblicato il gioco in Europa e Nord America. My.com è una sussidiaria di Mail.Ru, che ha annunciato congiuntamente che avrebbe pubblicato il gioco in Russia. Revelation Online è stato tradotto in quattro lingue: inglese, francese, tedesco e russo.
My.com ha annunciato che Revelation Online che sarebbe entrato nella sua prima beta chiusa il 25 ottobre 2016, la quale è durata fino all'8 novembre dello stesso anno.

## Modalità di gioco

### Open World
Revelation Online è un gioco di grandi dimensioni, aperto e senza limiti con un volo senza restrizioni. Solo i dungeon, i campi di battaglia e le basi delle gilde sono istanziati: i giocatori sono liberi di navigare attraverso il mondo con ali, montature o il sistema di teletrasporto tra le città.

### PvE
I giocatori possono raggiungere fino al livello 79, con varie attività che si sbloccano a diversi livelli.
Revelation Online offre le seguenti attività PvE:
- Dungeons (giocatore singolo, gruppo da 5 player, fino a 5 livelli di difficoltà)
- Raid (fino a 20 giocatori, 2 livelli di difficoltà)
- 6 boss

### PvP
Revelation Online offre le seguenti attività PvP:
- Open world PvP
- Assedi di un castello (nessun limite di partecipanti, include elementi PvE)
- Arene (1v1, 3v3)
- Campi di battaglia (10v10, 20v20, 30v30)
- Lotta tra gilde (30v30, 50v50)
- Combattimenti aerei (i partecipanti usano le loro ali per combattere per i territori aerei, usando le abilità solo dell'aria)

## Classi
Il gioco offre 7 classi, con la possibilità di creare personaggi maschili e femminili per ogni classe.
- Gunslinger: i Gunslinger offrono un danno da tiro alto e preciso. Sono bravi a sconfiggere singoli obiettivi, ma sono deboli contro il "Crowd Control".
- Blade Master: possono agire come tank secondario o DPS fisico corpo a corpo a doppia lama. I Blademaster si concentrano sul danno esplosivo e sulle abilità di fuga per entrare e uscire dal combattimento.
- Spiritshaper: sono facili da controllare e consentono un'elevata sopravvivenza. Agiscono come classi di supporto in gruppi, mentre fanno danni a distanza attraverso gli inviti.
- Vanguard: agiscono come tank principali e si specializzano in combattimenti corpo a corpo, con armature pesanti e un focus sulle abilità di sopravvivenza.
- Swordmage: si concentrano su danni magici a distanza e AOE. Hanno una relativamente scarsa capacità di sopravvivenza con bassa salute e armatura, e fanno affidamento su danni da freddo per il controllo della folla.
- Occultist: possono agire sia come DPS magico a distanza - concentrandosi sul danno nel corso del tempo, sulla fuga di vite umane e AOE sia come guaritori.
- Assassin: classe pensata per DPS corpo a corpo fisico con alcune capacità di medio raggio. Hanno capacità nascoste, indossano armature leggere. Arrivano con effetti devastanti dal veleno e da enormi abilità AOE e da più abilità di controllo della folla.